# Vituny vára
Vituny vára (horvátul: Grad Vitunj), vár Horvátországban, az Ogulinhoz tartózó Vituny település határában. 

## Fekvése
A Klek alatt egy meredek 650 méter magas kúpon, egy hosszúkás magaslat keleti végében találhatók Vituny várának romjai.

## Története
Vituny várának építési ideje nem ismert, csak annyit tudni, hogy 15. századi első említésekor már a Frangepánoké volt. 1437-ben Frangepán Györgyé, majd az 1449-es birtok megosztáskor a család modrusi ágának őse Frangepán István kapta, akit 1481-ben Hunyadi Mátyás is megerősített birtokaiban. Frangepán Bernardin gróf 1493 után elkezdte felépíteni Ogulin várát és az új vár uradalmát részben a vitunyi uradalomból alakította ki. Ogulin felépítésével Vituny jelentősége nagyot csökkent, a korszerűtlen erősséget többé már nem javították és fokozatosan romossá lett. Egy 1575-ös feljegyzés szerint ekkor már elhagyatottan állt.

## A vár mai állapota
A várat a hegygerinc folytatásától két árok határolja el. Legépebben fennmaradt része az árok fölé magasodó, de a belső vár felől nyitott patkó alakú torony. A torony mögött a belsővár legmagasabb pontján állt az öregtorony, mellette a belsővár udvara közepén egy kútszerű lyukkal, mely talán víztározó ciszterna lehetett. A várudvart egy L alakú palotaépület fogta közre, melynek alapfalai ma is látszanak.